# Monocasco

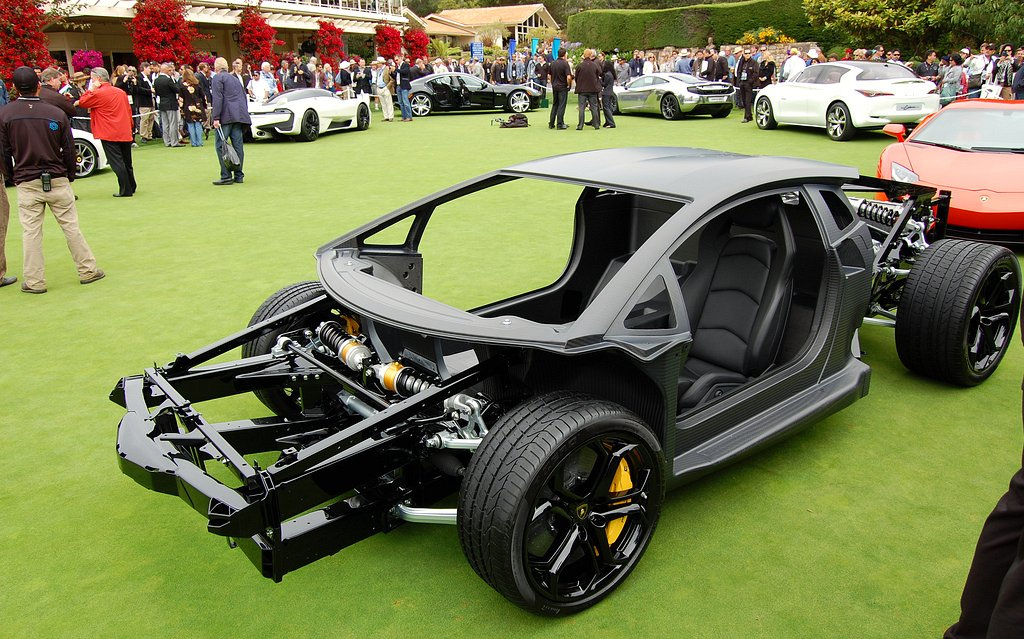
Monocasco con un chasis parcial delantero y trasero utilizado para el superdeportivo Lamborghini Aventador LP700-4.

Se denomina monocasco a cierto tipo de chasis de vehículos construidos de una sola pieza, así como también a las embarcaciones cuyos cascos tienen una sola pared. El vocablo monocasco, derivado de la palabra francesa «monocoque», significa «un solo caparazón».

## Embarcaciones

Sección transversal esquemática de un submarino de un solo casco.

### Marina mercante
Son los buques que no poseen una doble barrera de separación a lo largo de toda la eslora de carga entre los tanques de carga (p.e. tanques de crudo) y el mar, a diferencia de los más modernos diseños de doble casco, en la marina mercante.
El uso de petroleros monocasco está prohibido en toda la Unión Europea, debido a que son más sensibles a sufrir daños y provocar vertidos en accidentes de colisión con otros buques o embarrancamiento. Esta medida se adoptó tras el hundimiento del Prestige.
Respecto a la resistencia global de diseño, los parámetros son similares a los de los buques de doble casco.

### Navegación de recreo
En la navegación de recreo se llama monocasco a las embarcaciones de un solo casco y una sola quilla, a diferencia de los multicasco, como catamaranes y trimaranes.

## En la ingeniería automotriz

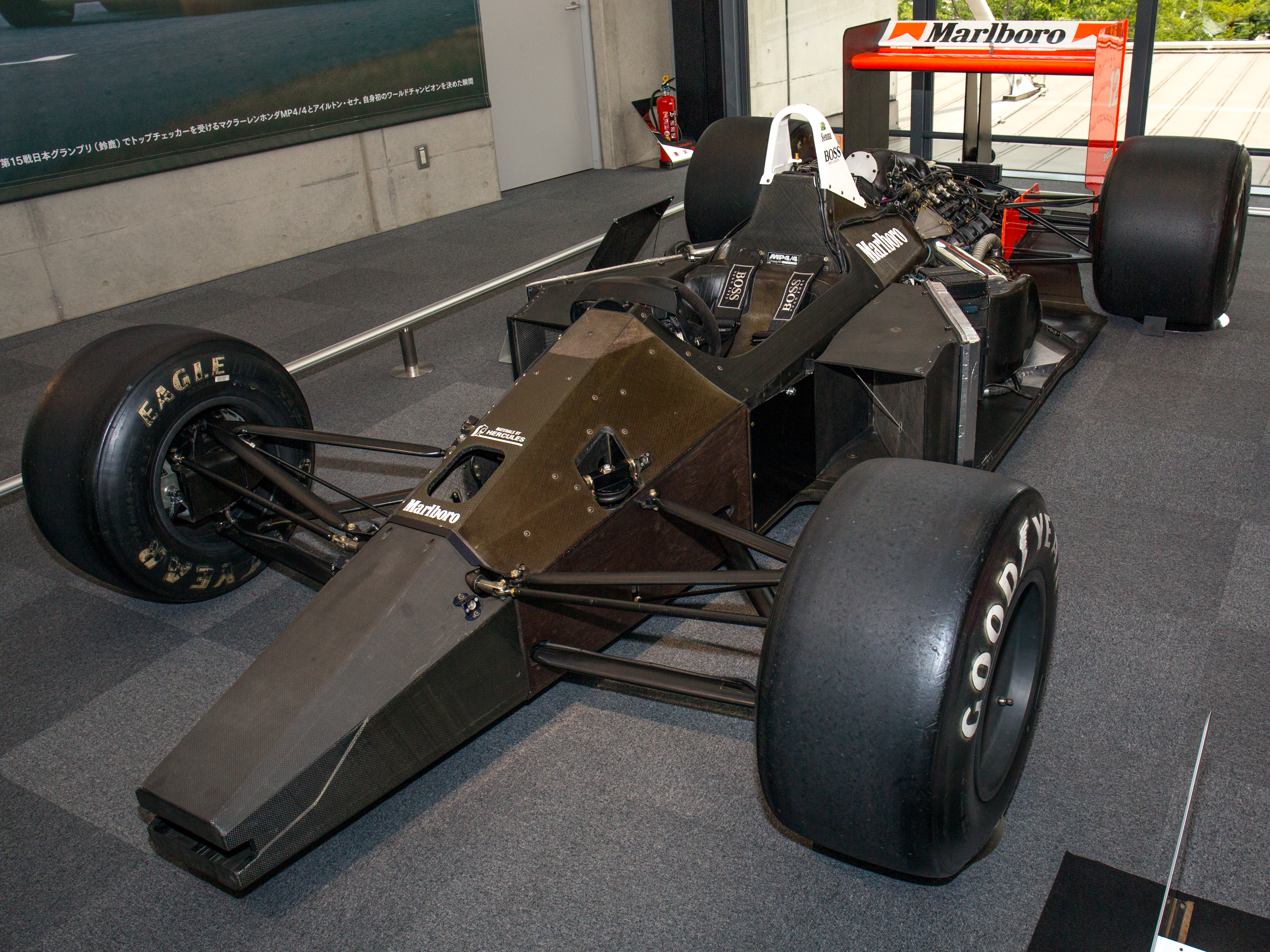
Monocasco de fibra de carbono del McLaren MP4/4 de Fórmula 1.

Se denominan monocasco  los vehículos que incluyen el chasis y el habitáculo de componentes y de pasajeros en una sola pieza con punteras que sirven de soporte al motor. Este sistema se usa en casi todos los turismos desde los años 1980. El primer automóvil en incorporar esta técnica constructiva fue el Lancia Lambda, de 1923. Luego otros de gran serie fueron el Chrysler Airflow y el Citroën Traction Avant. 
Tradicionalmente la carrocería se montaba sobre el chasis de bastidores; actualmente esta práctica solo se usa en los vehículos que tengan que desplazar grandes cargas como camionetas pickup, camiones y algunos vehículos deportivos utilitarios. Los últimos coches con chasis independiente sobre bastidores fueron estadounidenses, en especial el Ford Crown Victoria hasta el 2011 y modelos del Chevrolet Caprice hasta 1996. Otros vehículos utilizan un sistema mixto, en el cual un chasis «semimonocasco» se combina con un chasis de bastidor parcial (subchasis) que soporta el motor, el puente delantero y la transmisión. Ejemplos de esta técnica son el Chevrolet Camaro, el Opel Vectra y varios superdeportivos como el Lamborghini Aventador LP700-4.
Hoy en día casi todos los automóviles se construyen con la técnica de monocasco y las uniones entre las distintas piezas se realizan mediante soldadura de punto. Existen vehículos en los cuales hasta los cristales forman parte de sus estructuras, brindando fortaleza y rigidez a todo el conjunto.

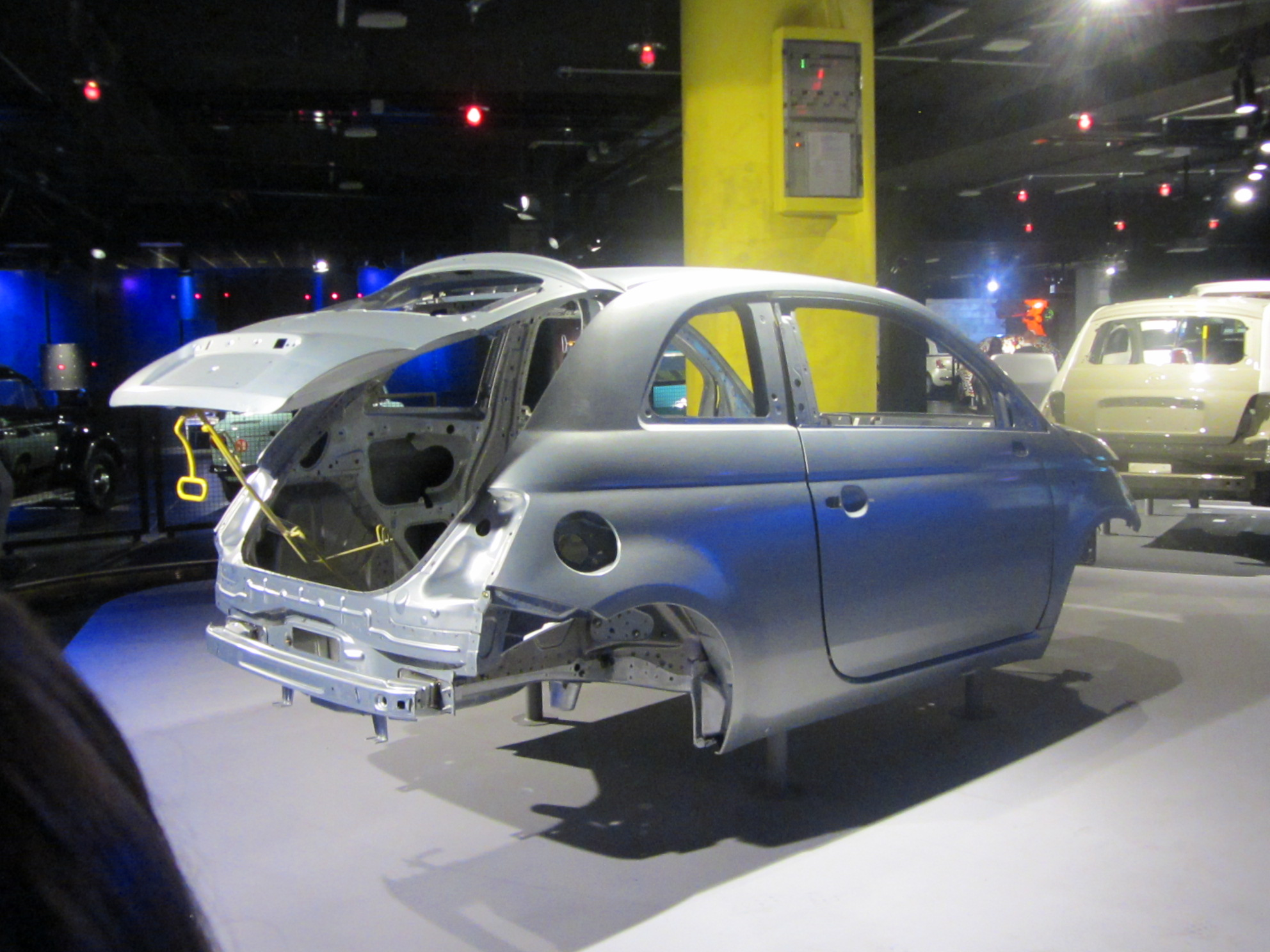
Carrocería monocasco (o autoportante) de un Fiat 500